# Bjørn Bjørnson

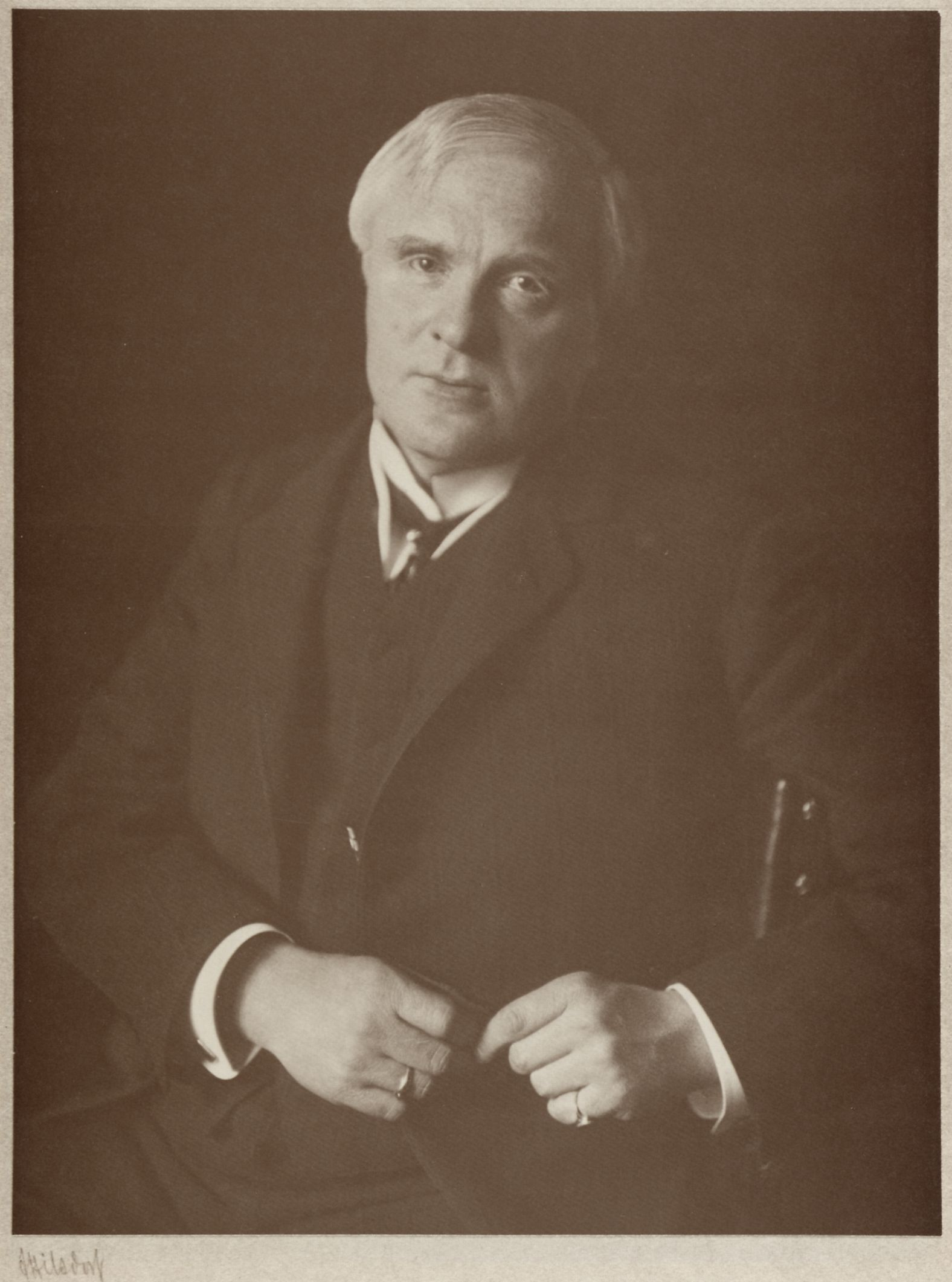
Bjørn Bjørnson, Fotografie von Jacob Hilsdorf, um 1908

Bjørn Bjørnson (* 15. November 1859 in Christiania, Königreich Norwegen; † 14. April 1942 in Oslo, Königreich Norwegen) war ein norwegischer Schauspieler, Regisseur, Dramatiker und Theaterintendant.

## Leben
Nach einer umfassenden Theaterausbildung, die er vor allem am Burgtheater in Wien und von 1880 bis 1882 am Hoftheater in Meiningen genoss, kehrte der älteste Sohn Bjørnstjerne Bjørnsons nach Oslo zurück, wo er ab 1884 als künstlerischer Leiter am Christiania Theater wirkte. Nicht zuletzt seiner Initiative war es zu verdanken, dass am Studenterlunden, unweit des Schlosses in Oslo, das neue Nationaltheatret errichtet wurde. Von 1899 bis 1907 war er dessen erster Intendant. Zwischen 1923 und 1927 übernahm er das Theater ein zweites Mal.
Auch als Schauspieler war Bjørnson erfolgreich. Zwischen 1899 und 1941 bekleidete er 143 Rollen allein am Nationaltheatret. Er glänzte vor allem in Stücken seines Vaters und in Schauspielen Henrik Ibsens. Außerdem war Bjørnson in mehreren skandinavischen Stummfilmen zu sehen.
Weniger bekannt ist Bjørnson heute als Autor verschiedener Lustspiele. Als Hauptwerk gilt sein Drama Johanne, das 1898 am Christiania Theater uraufgeführt wurde. Daneben veröffentlichte er mehrere Bände mit zeit- und theatergeschichtlich interessanten Memoiren.

## Familie
Bjørn Bjørnson war seit dem 4. Dezember 1893 mit der norwegischen Opernsängerin und Mezzosopranistin Gina Oselio verheiratet, die Ehe wurde 1909 aufgelöst.

## Filmografie
- 1913: Ein Kind der Sünde (Dänemark)
- 1913: Kinder der Bühne (Dänemark)
- 1914: Ins Blinde hinein (Deutschland)
- 1914: Professor Pip ist zerstreut (Dänemark)
- 1914: Um ein Weib
- 1915: Teddy im Schlafsofa